# Solo (Omar Montes, Ana Mena e Maffio)
Solo è un singolo dei cantanti spagnoli Omar Montes, Ana Mena e Maffio, pubblicato il 29 gennaio 2021 dall'etichetta Sony Music España come estratto dal secondo album in studio Eso es mental di Maffio.

## Descrizione
Il brano, scritto dagli Omar Montes e Carlos Peralta, in arte Maffio, con Bruno Nicolas Fernández, David Augustave Picanes, José Luis de la Peña Mira e Jesús Gascón Santana, è prodotto da Maffio e Bruno Nicolás Fernández, in arte Dabruk.

## Video musicale
Il video musicale è stato pubblicato in concomitanza all'uscita del brano attraverso il canale YouTube di Omar Montes.

## Tracce
Testi e musiche di Omar Montes Moreno, Carlos Peralta, Bruno Nicolas Fernández, David Augustave Picanes, José Luis de la Peña Mira e Jesús Gascón Santana.
1. Solo – 3:24

## Formazione
Musicisti
- Omar Montes Moreno – voce
- Ana Mena Rojas – voce
- Carlos "Maffio" Peralta – voce

Produzione
- Carlos "Maffio" Peralta – produzione
- Bruno Nicolás Fernández (Dabruk) – produzione, registrazione
- Felipe Guevara – missaggio
- Kevin Peterson – masterizzazione

## Classifiche
| Classifica (2021) | Posizione massima |
| ----------------- | ----------------- |
| Spagna            | 7                 |